# Ulaanbaatar City Football Club
Maillots
Le Ulaanbaatar City Football Club (en mongol : Улаанбаатар Сити Футбол Клүб), plus couramment abrégé en Ulaanbaatar City, est un club mongol de football fondé en 2016 et basé à Oulan-Bator, la capitale du pays.
Le club évolue en MFF League, le championnat de première division mongole.

## Historique
Le club est fondé le 19 mars 2016 par la compagnie de téléphone G-Mobile. Ulaanbaatar City débute directement en première division en rachetant la licence du Khangarid FC. Pour sa première saison en première division le club termine à la 8e place.
La saison suivante, Ulaanbaatar City est vice-champion mais remporte son premier titre national, la Coupe de Mongolie.
En 2018, malgré la victoire en Supercoupe et une place de finaliste en coupe, le club déçoit en championnat avec une 6e place.
En 2019, le club gagne son premier titre de champion et met fin à l'hégémonie d'Erchim, le club le plus titré du pays. Ce titre qualifie Ulaanbaatar City pour la Coupe de l'AFC, mais en raison de la pandémie de Covid-19, la compétition est annulée et le club ne pourra pas faire ses débuts dans une compétition continentale. La saison suivante en 2020, le club termine à la septième place.

## Stade
Ulaanbaatar City est le troisième club de Mongolie à posséder son propre stade. Il porte le nom du propriétaire du club, la compagnie de téléphone G-Mobile. Le stade avec une capacité de 3000 places, possède des tribunes couvertes tout autour du terrain.

## Palmarès
| \| - Championnat de Mongolie (1) : - Champion : 2019. - Vice-champion : 2017. - Coupe de Mongolie (1) : - Vainqueur : 2017. \| \| - Supercoupe de Mongolie (2) : - Vainqueur : 2018, 2020. \| |  |                                                          |
| - Championnat de Mongolie (1) : - Champion : 2019. - Vice-champion : 2017. - Coupe de Mongolie (1) : - Vainqueur : 2017.                                                                      |  | - Supercoupe de Mongolie (2) : - Vainqueur : 2018, 2020. |

## Personnalités du club

### Présidents du club
- Dashnyam Ganzorig

### Entraîneurs du club
| - Rodrigo Hernando (15 juillet 2016 - 1er novembre 2016) - Manuel Retamero Fraile (22 décembre 2016 - 1er juin 2018) - Steve Nicholls (1er juin 2018 - 31 octobre 2018) | - Lümbengarav Donorovyn (1er janvier 2019 - 31 décembre 2019) - Vojislav Bralušić (15 janvier 2020 -) |